# Château de Schloßberg
Pour les articles homonymes, voir Schlossberg.
Le château du Schlossberg était l'une des fortifications les plus importantes de la Styrie et le principal bastion de Graz. Construit sur le Schloßberg, il était d'abord le siège du duché, lorsqu'il était à Graz, et servait de retraite en cas d'attaque de la ville. Seuls le clocher et la tour de l'horloge existent encore aujourd'hui.

## Histoire

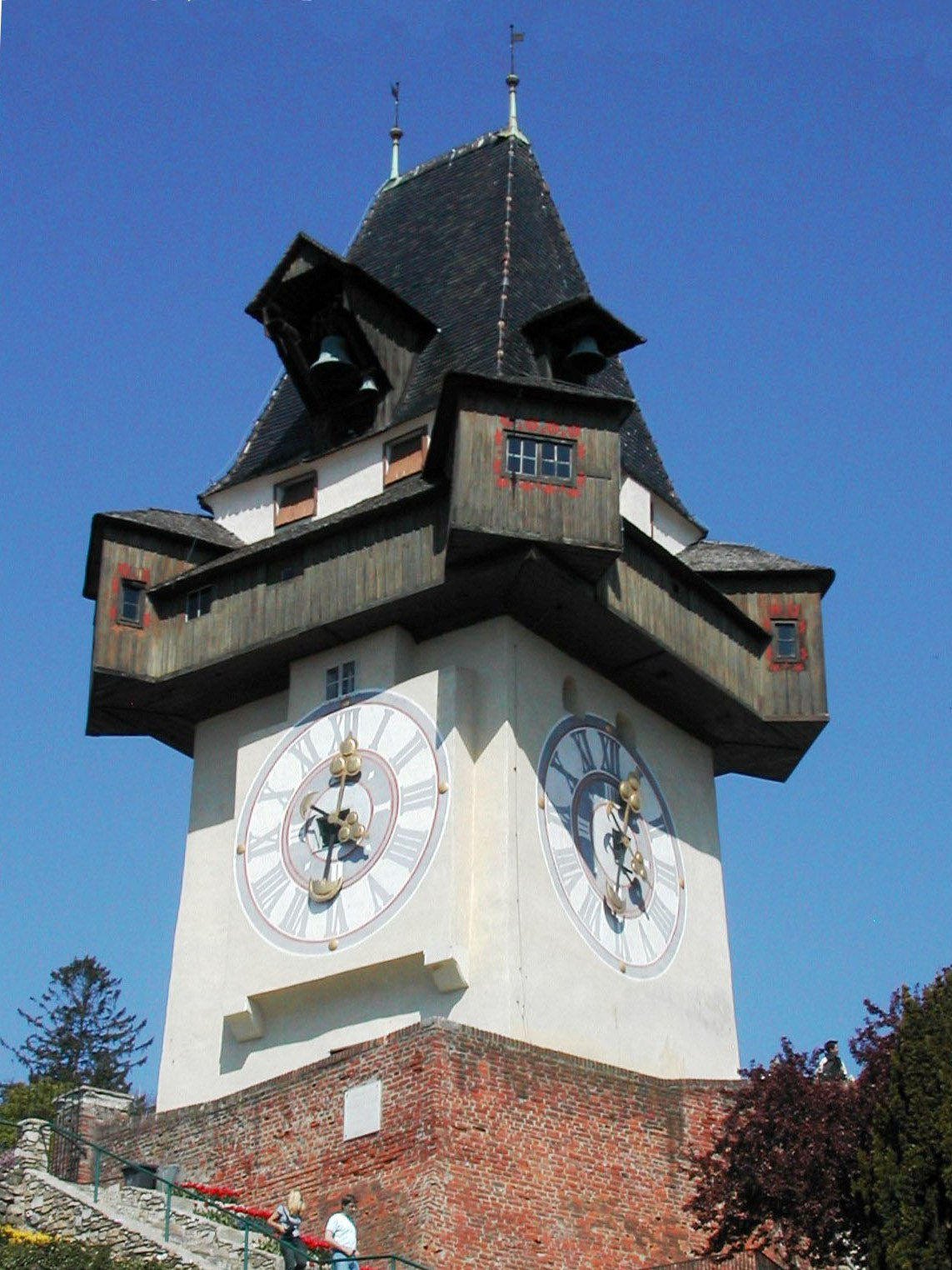
La tour de l'horloge de Graz

Le donjon est probablement le premier bâtiment élevé, à l'endroit le plus haut de la colline. Au cours des décennies suivantes, un certain nombre de bâtiments résidentiels et commerciaux sont construits autour. Au XIIe siècle, les remparts sont raccordés au château. Dans le même temps, on élève la tour de l'horloge et la chapelle Saint-Thomas. Le chantier est interrompu durant une révolte de la noblesse en 1292 durant laquelle le château sert de place forte.
Sous Frédéric III du Saint-Empire, la Résidence s'en va au château de Graz. Les deux châteaux forts sont reliés par un passage couvert. Entre 1466 et 1486, période de conflits, les fortifications sont renforcées. En 1480, le château résiste à une attaque des Turcs. En raison de la menace croissante d'une attaque turque, les fortifications se développent encore au XVe siècle. En 1531, une partie de la forteresse s'écroule après un orage. Le 12 septembre 1532, après une attaque infructueuse à la périphérie de Graz, l'armée de Soliman le Magnifique s'en prend au fort, sans plus de réussite. Peu après, on se plaint de la vétusté du bâtiment. La modernisation débute en 1543 sous la direction de l'architecte Domenico dell’Allio (de). À part la chapelle et quelques pans de murs, il ne reste rien des anciennes fortifications. Le vieux donjon est détruit et les pierres servent pour la construction d'une bastille. Sur le plateau, on creuse une citerne profonde de 25 m. En 1561, l'expansion et la modernisation du fort sont pratiquement achevées. Le palais médiéval est démoli en 1577 et fait place à des casernes. En raison du manque d'argent, ceci n'est achevé qu'en 1608. En 1588, le clocher est érigé. En 1683, on refait des travaux à cause d'une nouvelle menace des Turcs.

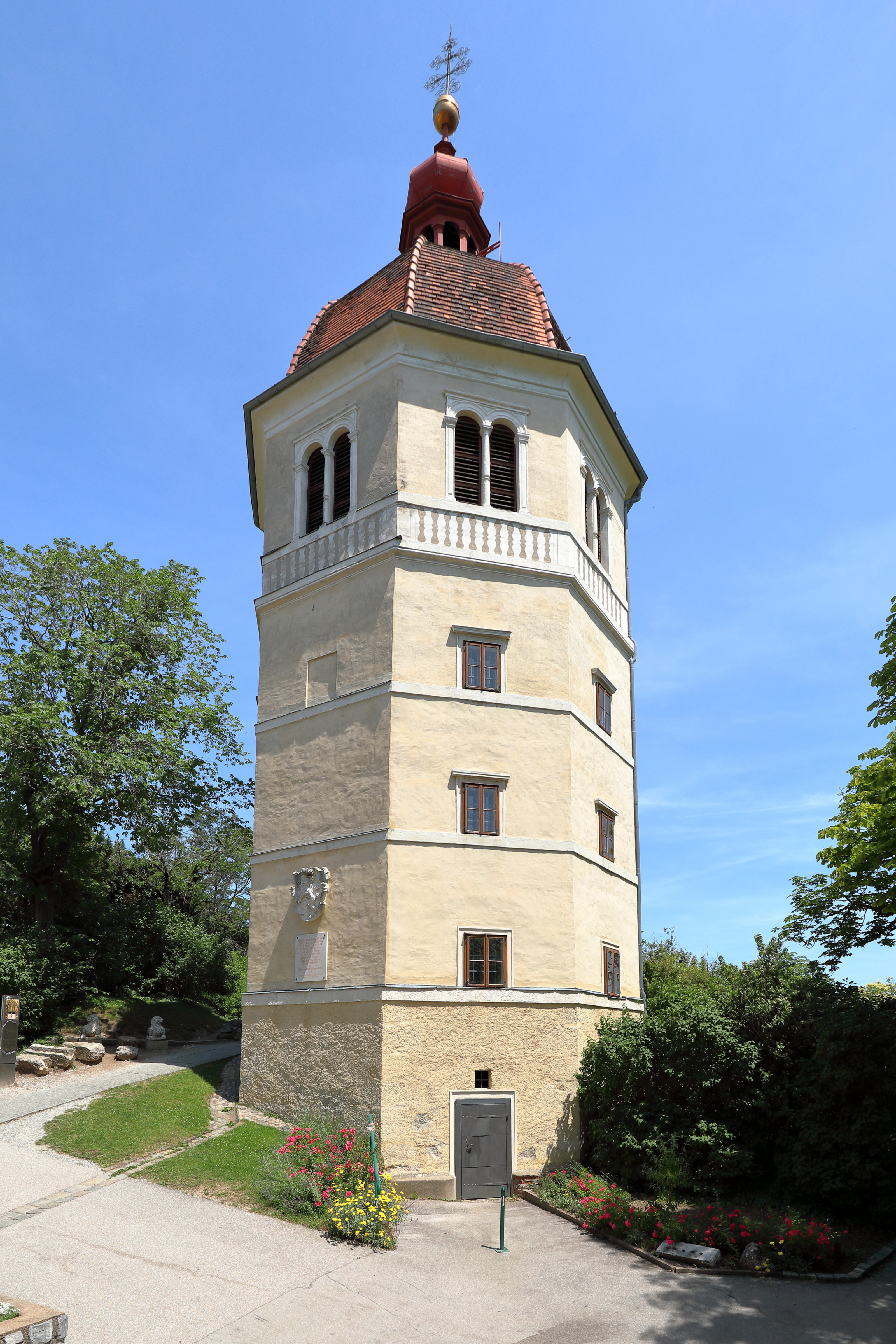
Le clocher du château du Schlossberg

En 1809, durant les guerres napoléoniennes, Franz Xaver Hackher zu Hart (de) défend le Schloßberg. Les Français ne rentrent dans le château qu'après le traité de paix conclu à la suite de la bataille de Wagram. Cette année-là et la suivante, ils détruisent toutes les constructions sauf le clocher et la tour de l'horloge qui ont été rachetés par la population de Graz. En 1839, un parc est fait sur les ruines.

## Source, notes et références
- (de) Cet article est partiellement ou en totalité issu de l’article de Wikipédia en allemand intitulé « Burg am Grazer Schloßberg » (voir la liste des auteurs).
- Robert Baravalle, Burgen und Schlösser der Steiermark, Leykam, Graz, 1995.  (ISBN 3-7011-7323-0)